# Mortes em setembro de 2021
Mortes em 2021: ← Janeiro – Fevereiro – Março – Abril – Maio – Junho – Julho – Agosto – Setembro – Outubro – Novembro – Dezembro →
Esta é uma relação de pessoas notáveis que morreram durante o mês de setembro de 2021, listando nome, nacionalidade, ocupação e ano de nascimento.

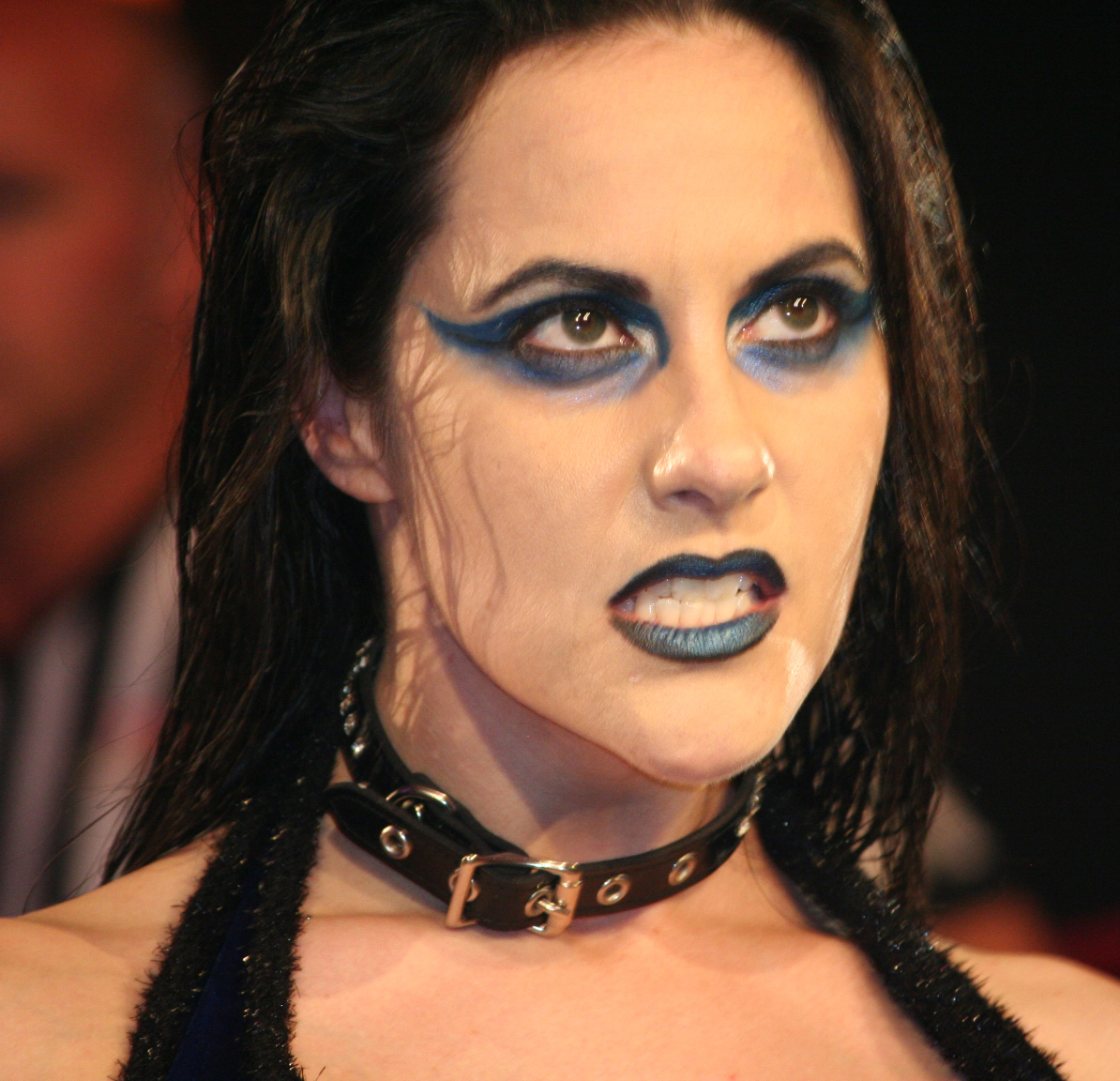
Daffney, lutadora e atriz norte-americana.

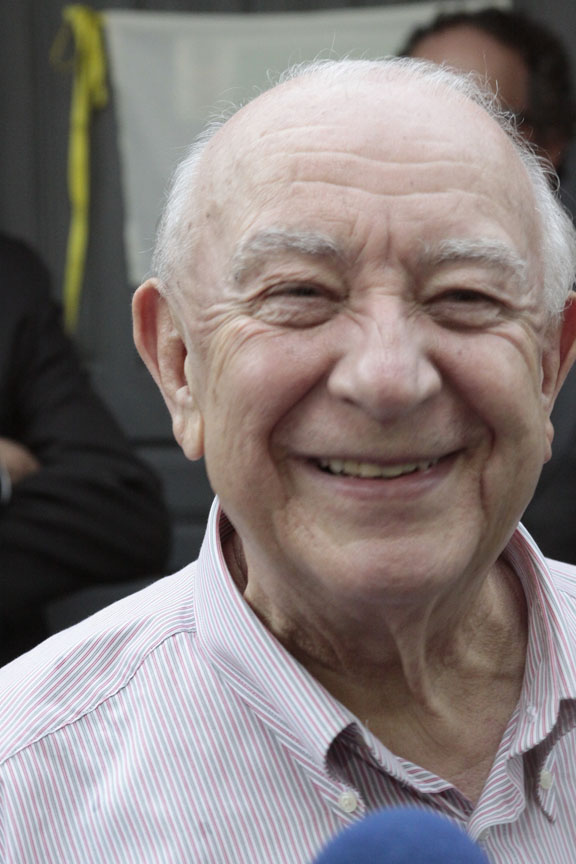
Sérgio Mamberti, ator, diretor e político brasileiro.

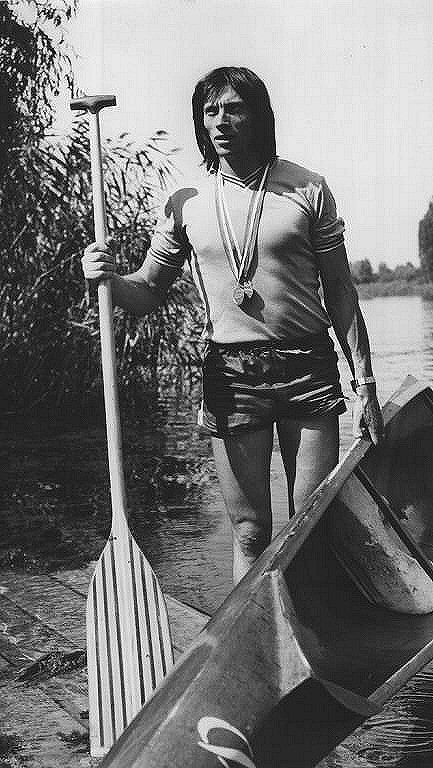
Ivan Patzaichin, canoísta romeno.

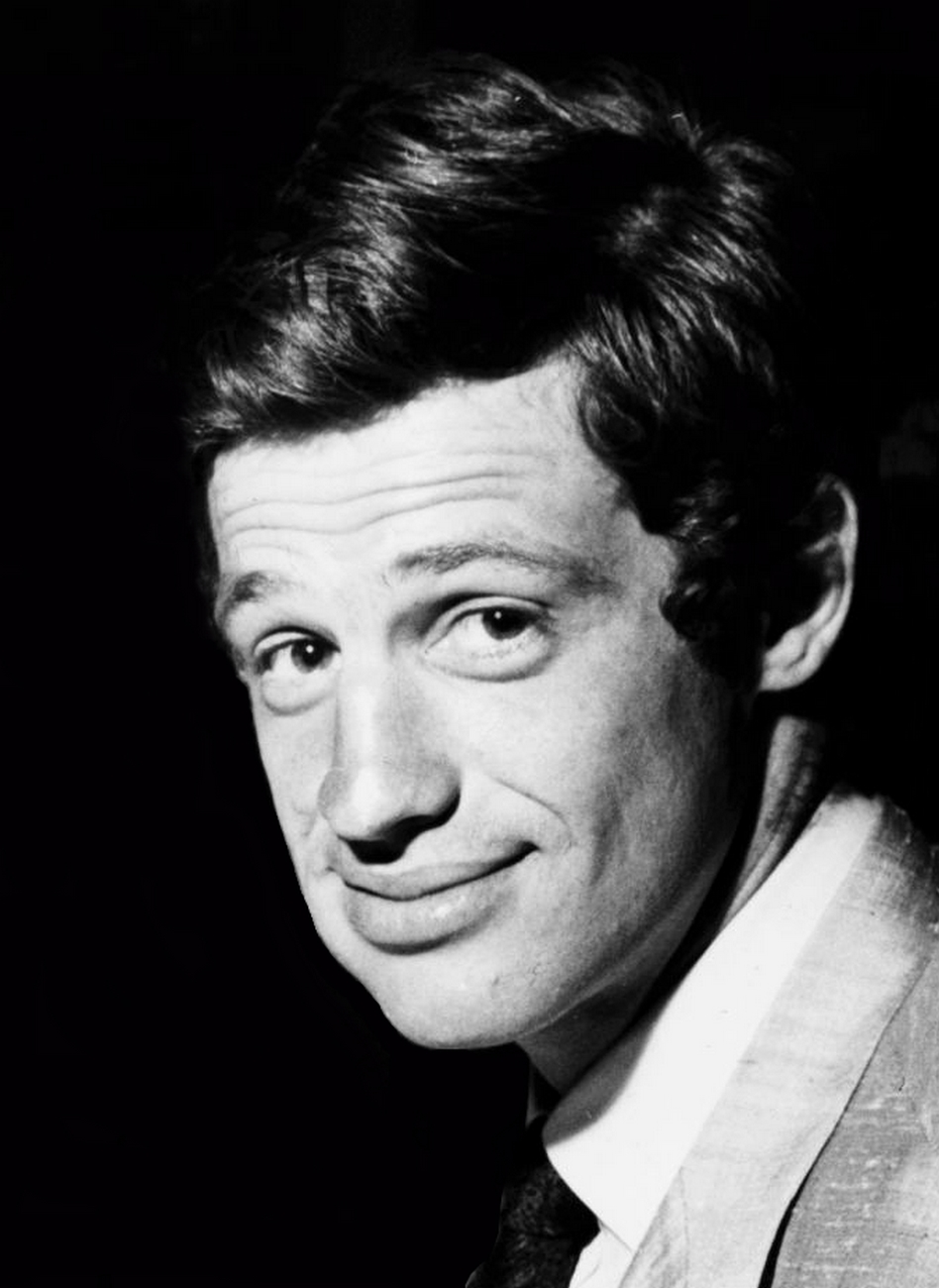
Jean-Paul Belmondo, ator francês.

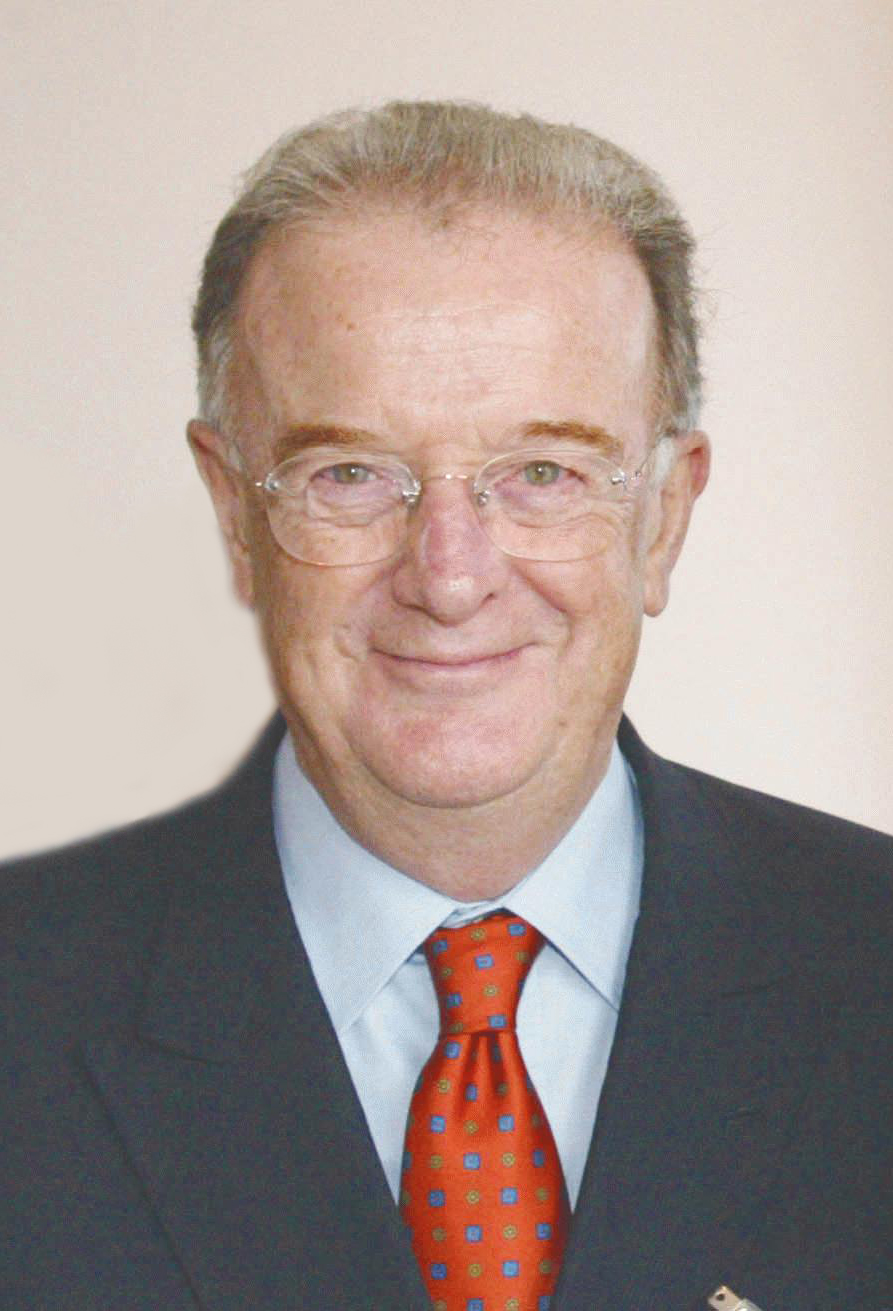
Jorge Sampaio, ex-presidente de Portugal.

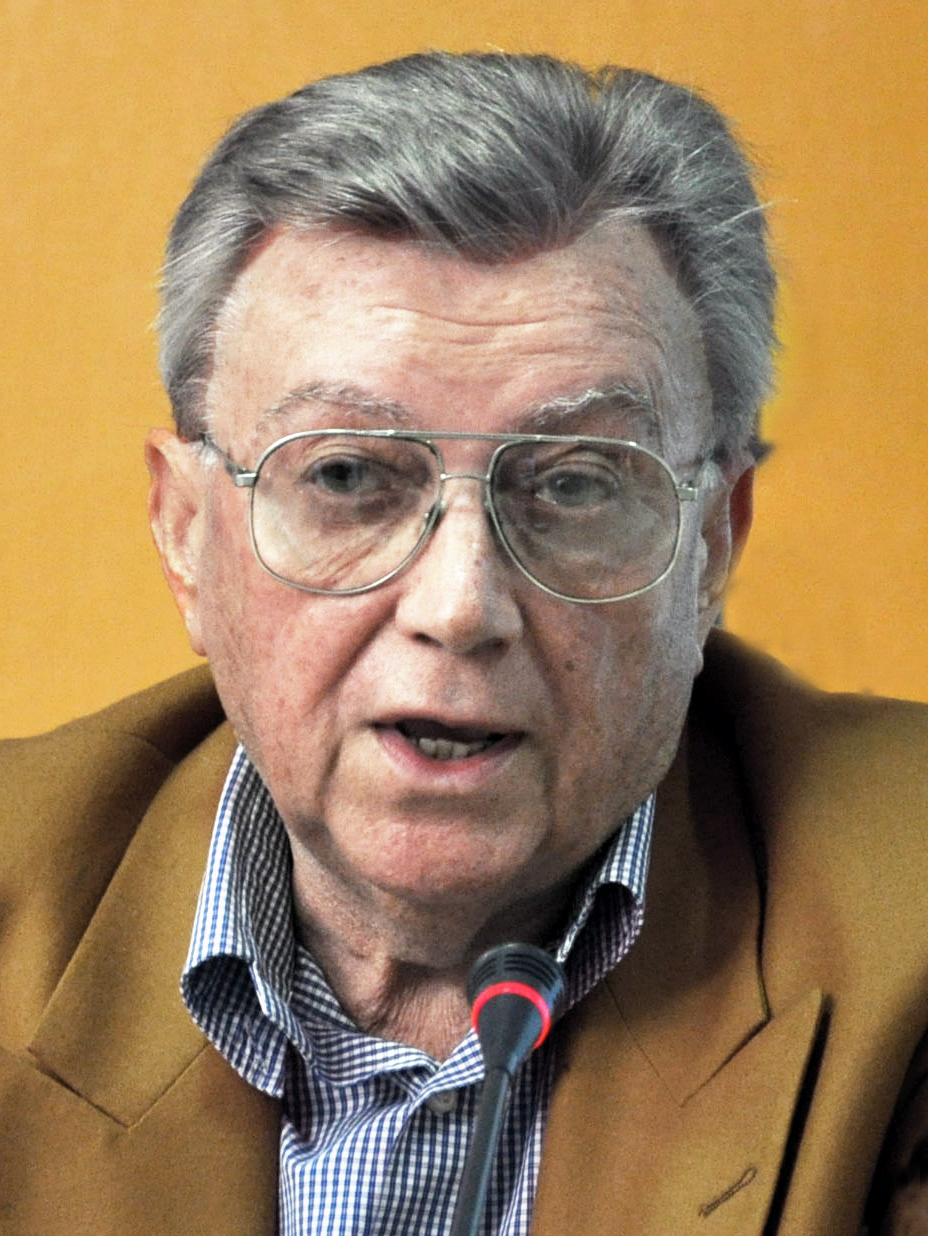
Borisav Jović, ex-presidente da Iugoslávia.

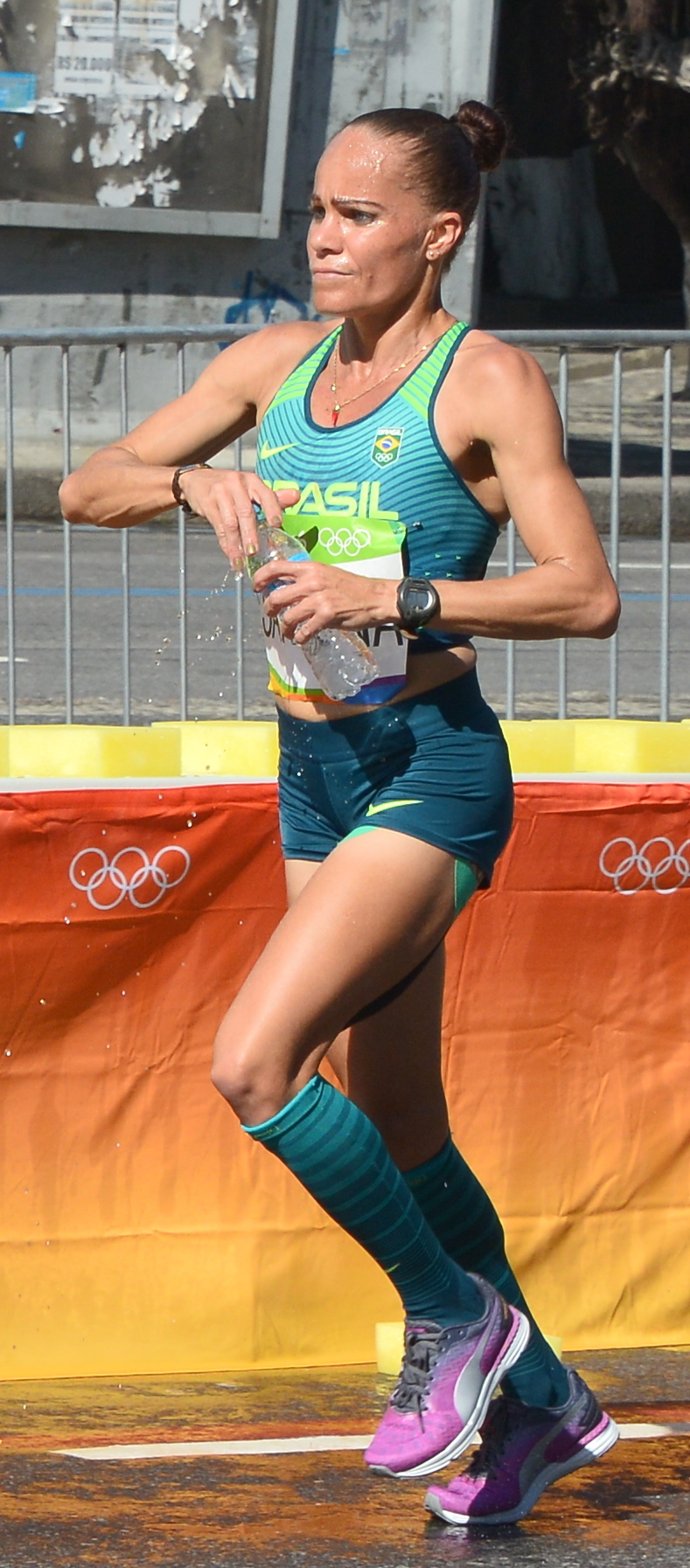
Graciete Santana, atleta brasileira.

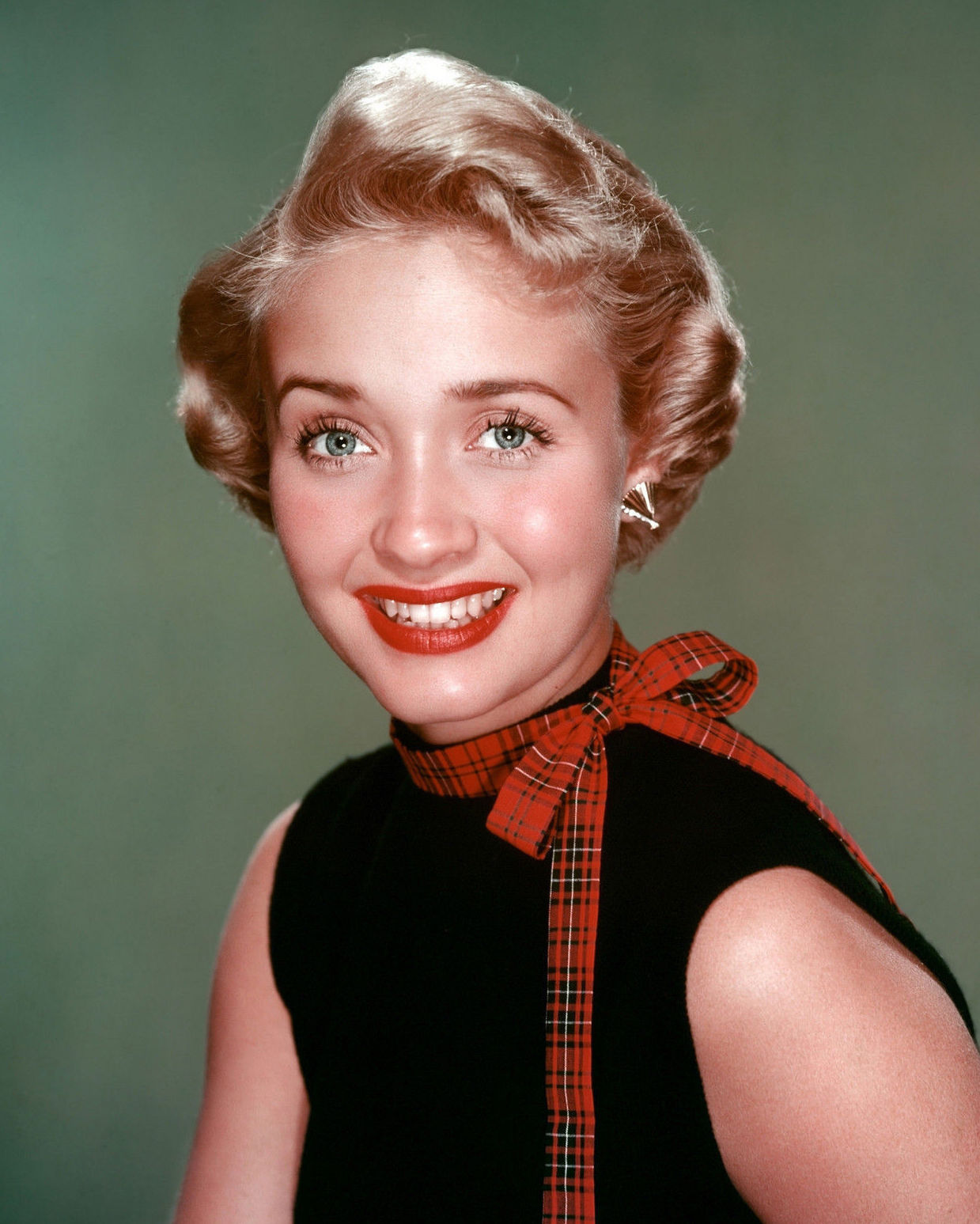
Jane Powell, atriz e cantora norte-americana.

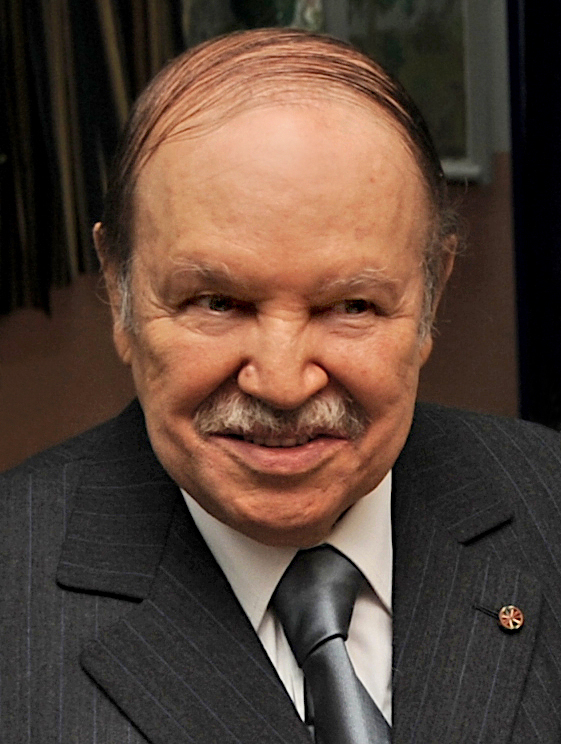
Abdelaziz Bouteflika, ex-presidente da Argélia.

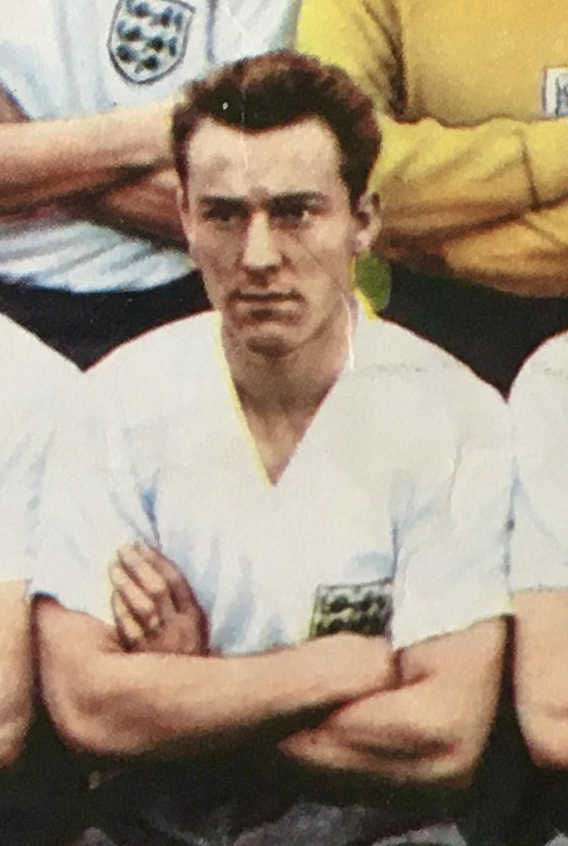
Jimmy Greaves, futebolista britanico.

Luis Gustavo, ator hispano-brasileiro nascido na Suécia.

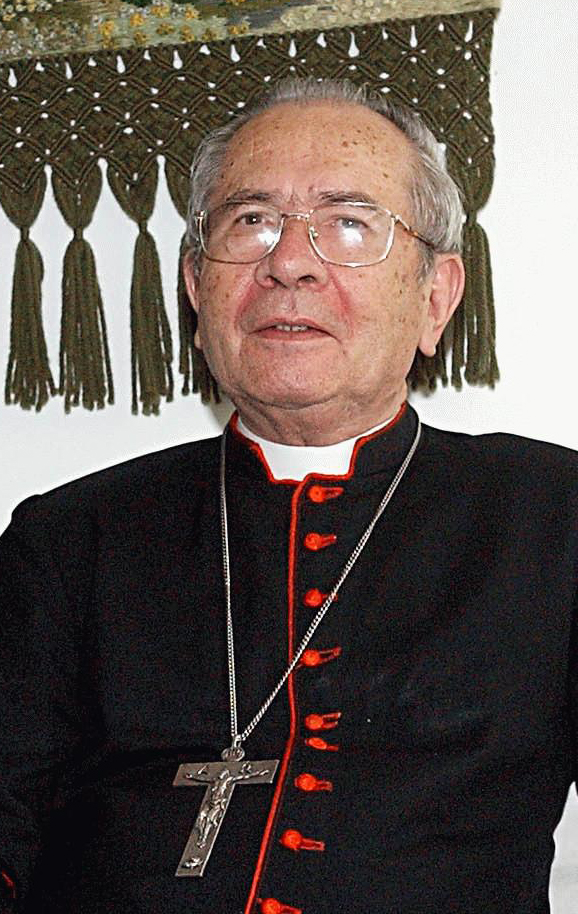
José Freire Falcão, cardeal brasileiro.

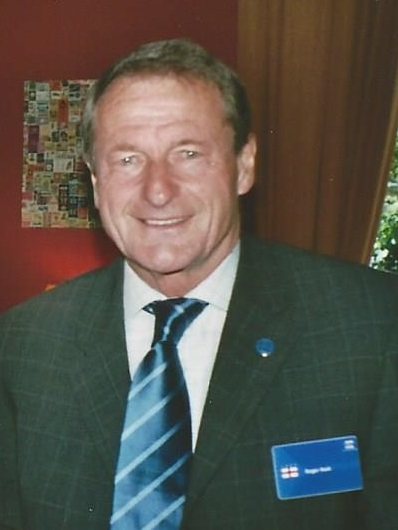
Roger Hunt, futebolista britânico.

| Dia | Nome                            | Profissão ou motivo de reconhecimento | Nacionalidade               | Nasc. | Ref    |
| --- | ------------------------------- | ------------------------------------- | --------------------------- | ----- | ------ |
| 1   | José Gonçalves Heleno           | Prelado                               | Brasil                      | 1927  | [ 1 ]  |
| 1   | Juan Rodríguez                  | Futebolista                           | Chile                       | 1944  | [ 2 ]  |
| 2   | Míkis Theodorákis               | Compositor e político                 | Grécia                      | 1925  | [ 3 ]  |
| 2   | Isabel da Nóbrega               | Escritora                             | Portugal                    | 1925  | [ 4 ]  |
| 2   | Daffney                         | Lutadora e atriz                      | Alemanha/ Estados Unidos    | 1974  | [ 5 ]  |
| 2   | Michel Corboz                   | Músico                                | Suíça                       | 1934  | [ 6 ]  |
| 2   | David Patten                    | Jogador de futebol americano          | Estados Unidos              | 1974  | [ 7 ]  |
| 2   | Manuel Soares Costa             | Político                              | Portugal                    | 1933  | [ 8 ]  |
| 3   | Sérgio Mamberti                 | Ator                                  | Brasil                      | 1939  | [ 9 ]  |
| 3   | Igor Sampaio                    | Ator                                  | Portugal                    | 1944  | [ 10 ] |
| 4   | Willard Scott                   | Apresentador de televisão e ator      | Estados Unidos              | 1934  | [ 11 ] |
| 4   | Jörg Schlaich                   | Engenheiro e professor                | Alemanha                    | 1934  | [ 12 ] |
| 5   | Ivan Patzaichin                 | Canoísta                              | Roménia                     | 1949  | [ 13 ] |
| 5   | Sarah Harding                   | Cantora e atriz                       | Reino Unido                 | 1981  | [ 14 ] |
| 5   | João Sayad                      | Economista e político                 | Brasil                      | 1945  | [ 15 ] |
| 6   | Jean-Pierre Adams               | Futebolista                           | Senegal/ França             | 1948  | [ 16 ] |
| 6   | Jean-Paul Belmondo              | Ator                                  | França                      | 1933  | [ 17 ] |
| 6   | Michael K. Williams             | Ator                                  | Estados Unidos              | 1966  | [ 18 ] |
| 6   | Carlos Campos da Costa          | Político                              | Portugal                    | 1928  | [ 19 ] |
| 7   | Fernando Penteado Cardoso       | Engenheiro e empresário               | Brasil                      | 1914  | [ 20 ] |
| 7   | Eiichi Yamamoto                 | Cineasta e roteirista                 | Japão                       | 1940  | [ 21 ] |
| 8   | José Augusto Delgado            | Jurista e ministro                    | Brasil                      | 1938  | [ 22 ] |
| 9   | Tarcísio Padilha                | Filósofo e escritor                   | Brasil                      | 1928  | [ 23 ] |
| 9   | Danilo Popivoda                 | Futebolista                           | Eslovênia/ Iugoslávia       | 1947  | [ 24 ] |
| 9   | Gene Littles                    | Basquetebolista e treinador           | Estados Unidos              | 1943  | [ 25 ] |
| 10  | Jorge Sampaio                   | Político, ex-presidente da República  | Portugal                    | 1939  | [ 26 ] |
| 10  | Charles Konan Banny             | Político                              | Costa do Marfim             | 1942  | [ 27 ] |
| 10  | André Zacharow                  | Político                              | Brasil                      | 1939  | [ 28 ] |
| 10  | José Francisco Boaventura       | Político                              | Portugal                    | 1934  | [ 29 ] |
| 11  | Abimael Guzmán                  | Criminoso                             | Peru                        | 1934  | [ 30 ] |
| 11  | Manuel Ferreira Patrício        | Professor                             | Portugal                    | 1938  | [ 31 ] |
| 12  | Lourdes Maria Bandeira          | Professora e pesquisadora             | Brasil                      | 1949  | [ 32 ] |
| 12  | Gunnar Utterberg                | Velocista                             | Suécia                      | 1942  | [ 33 ] |
| 13  | Borisav Jović                   | Político                              | Sérvia/ Iugoslávia          | 1928  | [ 34 ] |
| 13  | Andrei Makeyev                  | Basquetebolista                       | Rússia/ União Soviética     | 1952  | [ 35 ] |
| 13  | Antony Hewish                   | Astrônomo e físico                    | Reino Unido                 | 1924  | [ 36 ] |
| 14  | David Yonggi Cho                | Pastor                                | Coreia do Sul               | 1936  | [ 37 ] |
| 14  | Yuriy Sedykh                    | Atleta                                | Ucrânia/ União Soviética    | 1955  | [ 38 ] |
| 14  | Norm Macdonald                  | Ator e apresentador de televisão      | Canadá                      | 1959  | [ 39 ] |
| 14  | Magno Bacelar                   | Radialista, jornalista e político     | Brasil                      | 1938  | [ 40 ] |
| 14  | Guilherme Inês                  | Músico                                | Portugal                    | 1951  | [ 41 ] |
| 14  | Irene Brietzke                  | Atriz                                 | Brasil                      | 1944  | [ 42 ] |
| 15  | Justín Javorek                  | Futebolista                           | Eslováquia/ Tchecoslováquia | 1936  | [ 43 ] |
| 16  | Dušan Ivković                   | Treinador de basquetebol              | Sérvia/ Iugoslávia          | 1943  | [ 44 ] |
| 16  | Clive Sinclair                  | Empresário                            | Reino Unido                 | 1940  | [ 45 ] |
| 16  | Adnan Abu Walid al-Sahrawi      | Terrorista                            | Marrocos                    | 1973  | [ 46 ] |
| 16  | Graciete Santana                | Atleta                                | Brasil                      | 1980  | [ 47 ] |
| 16  | Jane Powell                     | Atriz, cantora e dançarina            | Estados Unidos              | 1929  | [ 48 ] |
| 16  | Maria Leonor Machado de Sousa   | Professora                            | Portugal                    | 1932  | [ 49 ] |
| 16  | John Ruggie                     | Professor, cientista e político       | Estados Unidos/ Áustria     | 1944  | [ 50 ] |
| 17  | Abdelaziz Bouteflika            | Político, ex-presidente da Argélia    | Argélia                     | 1937  | [ 51 ] |
| 18  | Mario Camus                     | Cineasta e roteirista                 | Espanha                     | 1935  | [ 52 ] |
| 18  | Chris Anker Sørensen            | Ciclista                              | Dinamarca                   | 1984  | [ 53 ] |
| 18  | José-Augusto França             | Historiador                           | Portugal                    | 1922  | [ 54 ] |
| 18  | Anna Chromý                     | Pintora e escultora                   | Chéquia                     | 1940  | [ 55 ] |
| 18  | Julos Beaucarne                 | Cantor e poeta                        | Bélgica                     | 1936  | [ 56 ] |
| 19  | Jimmy Greaves                   | Futebolista                           | Reino Unido                 | 1940  | [ 57 ] |
| 19  | Sylvano Bussotti                | Compositor                            | Itália                      | 1931  | [ 58 ] |
| 19  | Luis Gustavo                    | Ator                                  | Suécia/ Brasil              | 1934  | [ 59 ] |
| 19  | Johnny Galvão                   | Músico                                | Portugal                    | 1942  | [ 60 ] |
| 20  | Claude Lombard                  | Cantora                               | Bélgica                     | 1945  | [ 61 ] |
| 20  | Pablo Richard                   | Sacerdote e teólogo                   | Chile                       | 1939  | [ 62 ] |
| 20  | Rex Schindler                   | Roteirista, argumentista e cineasta   | Brasil                      | 1922  | [ 63 ] |
| 21  | Mohamed Hussein Tantawi         | Político                              | Egito                       | 1935  | [ 64 ] |
| 21  | Marina Miranda                  | Atriz                                 | Brasil                      | 1930  | [ 65 ] |
| 21  | Romano Fogli                    | Futebolista                           | Itália                      | 1938  | [ 66 ] |
| 21  | Melvin Van Peebles              | Ator e cineasta                       | Estados Unidos              | 1932  | [ 67 ] |
| 22  | Abdelkader Bensalah             | Politico                              | Argélia                     | 1941  | [ 68 ] |
| 22  | Roger Michell                   | Cineasta                              | África do Sul/ Reino Unido  | 1956  | [ 69 ] |
| 22  | Jay Sandrich                    | Diretor de televisão                  | Estados Unidos              | 1932  | [ 70 ] |
| 23  | Jorge Liberato Urosa Savino     | Prelado                               | Venezuela                   | 1942  | [ 71 ] |
| 23  | Manuel Maria Maia               | Arqueólogo                            | Portugal                    | 1945  | [ 72 ] |
| 23  | David H. DePatie                | Produtor de televisão                 | Estados Unidos              | 1929  | [ 73 ] |
| 23  | Nino Vaccarella                 | Automobilista                         | Itália                      | 1933  | [ 74 ] |
| 23  | Axel Gehrke                     | Político                              | Alemanha                    | 1942  | [ 75 ] |
| 24  | Ota                             | Cartunista                            | Brasil                      | 1954  | [ 76 ] |
| 24  | Pee Wee Ellis                   | Saxofonista                           | Estados Unidos              | 1941  | [ 77 ] |
| 24  | Takao Saito                     | Mangaká                               | Japão                       | 1936  | [ 78 ] |
| 25  | Patricio Manns                  | Músico e escritor                     | Chile                       | 1937  | [ 79 ] |
| 25  | Theoneste Bagosora              | Militar                               | Ruanda                      | 1941  | [ 80 ] |
| 25  | Carlos Neder                    | Médico e político                     | Brasil                      | 1953  | [ 81 ] |
| 26  | Alan Lancaster                  | Baixista                              | Reino Unido                 | 1949  | [ 82 ] |
| 26  | José Freire Falcão              | Cardeal                               | Brasil                      | 1925  | [ 83 ] |
| 26  | Jaison Barreto                  | Médico e político                     | Brasil                      | 1933  | [ 84 ] |
| 26  | Ércio                           | Futebolista e advogado                | Brasil                      | 1939  | [ 85 ] |
| 27  | Roger Hunt                      | Futebolista                           | Reino Unido                 | 1938  | [ 86 ] |
| 28  | Wajid Shamsul Hasan             | Diplomata                             | Paquistão                   | ?     | [ 87 ] |
| 28  | Barry Ryan                      | Cantor e compositor                   | Reino Unido                 | 1948  | [ 88 ] |
| 29  | Hayko                           | Músico                                | Armênia/ União Soviética    | 1973  | [ 89 ] |
| 29  | Alexandre José Maria dos Santos | Prelado                               | Moçambique                  | 1919  | [ 90 ] |
| 30  | Ary Rigo                        | Político                              | Brasil                      | 1946  | [ 91 ] |
| 30  | Carlisle Floyd                  | Compositor                            | Estados Unidos              | 1926  | [ 92 ] |
| 30  | José Pérez-Francés              | Ciclista                              | Espanha                     | 1936  | [ 93 ] |
| 30  | Koichi Sugiyama                 | Compositor e maestro                  | Japão                       | 1931  | [ 94 ] |